# Lúcio Postúmio Megelo (cônsul em 262 a.C.)
Lúcio Postúmio Megelo (m. 253 a.C.; em latim: Lucius Postumius Megellus) foi um político da gente Postúmia da República Romana eleito cônsul em 262 a.C. com Quinto Mamílio Vítulo. Era filho de Lúcio Postúmio Megelo, cônsul três vezes entre 305 e 291 a.C..

## Consulado (262 a.C.)

Teatro de operações da Primeira Guerra Púnica entre 264 e 262 a.C..
Território siracusano
Território cartaginês
1. Desembarque romano e avanço contra os siracusanos em Messana (264 a.C.).
2. Romanos derrotam um exército aliado siracusano e púnico e avançam até Siracusa.
3. Romanos protegem seu flanco tomando Hadranon e cercando Kentoripa.
3. Catânia se rende.
4. Romanos cercam, sem sucesso, Siracusa. Hierão pede a paz e se alia aos romanos (263 a.C.).
5. Romanos tomam Agrigento (262 a.C).
6. Enna e Halaisa se rendem a Roma.

Foi eleito cônsul com Quinto Mamílio Vítulo em 262 a.C., o terceiro ano da Primeira Guerra Púnica. Depois de assumir o cargo no começo de maio, os dois cônsules foram enviados, num espaço de umas poucas semanas, para a Sicília para lidar com a crescente ameaça dos cartagineses, que transformaram a cidade de Agrigento em sua principal base no sul da ilha. É possível que ele tenha liderado uma campanha no oeste da Sicília por um curto período de tempo, mas ambos terminaram seu mandato cercando e tomando a cidade de Agrigento.
Há uma história sobre esta extensa campanha, atribuída por Frontino a Megelo, na qual o cônsul teria percebido uma fragilidade estratégica nas frequentes sortidas cartaginesas e conseguiu cercar as forças atacantes pela retaguarda, derrotando completamente os cansados e esfomeados cartagineses quando eles tentavam voltar para a cidade. Embora a captura da cidade tenha sido importante para Roma, nenhum dos dois cônsules recebeu um triunfo por sua vitória, provavelmente por que Aníbal Giscão, o comandante cartaginês derrotado, conseguiu fugir da cidade com grande parte de suas tropas.

## Anos finais
Em 253 a.C., Megelo teve a rara honra de ser eleito simultaneamente para os cargos de pretor e censor no mesmo ano. Ele morreu neste mesmo ano.